# Баскетболист года конференции Big Eight
Баскетболист года конференции Big Eight (англ. Big Eight Conference Men's Basketball Player of the Year) — ежегодная баскетбольная награда, вручавшаяся по результатам голосования лучшему баскетболисту среди студентов конференции Big Eight, входившей в первый дивизион NCAA. Голосование же проводилось среди главных тренеров команд, входивших в конференцию, причём свои голоса тренеры подавали по окончании регулярного чемпионата, но перед стартом плей-офф, то есть в начале марта, однако они не могли голосовать за собственных подопечных. Награда была учреждена и впервые вручена Гэри Томпсону из университета штата Айова в сезоне 1956/57 годов.
Конференция Big Eight являлась одной из старейших конференций NCAA, официально она начала свою деятельность 12 января 1907 года, тогда в её состав входило всего пять команд, а уже в следующем году в неё включили ещё две команды. С течением времени, при образовании новых университетов, количество команд в конференции увеличилось до восьми. Первоначально конференция называлась Missouri Valley Intercollegiate Athletic Association (MVIAA), затем, в 1928 году, она была переименована в Big Six, а в 1947 году — в Big Seven, и только с 1964 года стала называться Big Eight. В 1996 году конференция Big Eight была расформирована, правда на её базе была основана новая конференция, которая получила название Big 12. Последний раз данная награда была вручена перед роспуском конференции Жаку Вону из Канзасского университета в сезоне 1995/96 годов.
Всего девять игроков, Боб Бузер, Клифф Мили, Дэйв Робиш, Лон Крюгер, Майк Эванс, Уэймен Тисдейл, Дэнни Мэннинг, Дуг Смит и Брайант Ривз, получали эту награду несколько раз, причём Тисдейл и Мэннинг получали её по три раза, к тому же только один игрок, тот же Тисдейл, становился лауреатом этого трофея, будучи первокурсником. Пять раз обладателями этой премии становились сразу два игрока (1971, 1977, 1983, 1991 и 1995). Чаще других победителями в этой номинации становились баскетболисты Миссурийского университета (8 раз), Канзасского университета, университета штата Канзас и университета Оклахомы (по 7 раз).

## Легенда
|           | Сообладатели награды |
| *         | Становились лауреатами Приза Джеймса Нейсмита (1969—) или Приза Джона Вудена (1977—), либо признавались баскетболистом года среди студентов по версии UPI (1955—1996) или Helms Foundation (1905—1979) |
| Игрок (X) | Количество титулов |

## Победители
| Сезон   | Игрок                   | Фото                    | Университет                              | Позиция                                                      | Год обучения            | Примечания              |
| ------- | ----------------------- | ----------------------- | ---------------------------------------- | ------------------------------------------------------------ | ----------------------- | ----------------------- |
| 1956/57 | Гэри Томпсон            |                         | Университет штата Айова                  | Разыгрывающий защитник / Атакующий защитник                  | Четвёртый               | [ 1 ]                   |
| 1957/58 | Боб Бузер               |                         | Университет штата Канзас                 | Тяжёлый форвард / Лёгкий форвард                             | Третий                  |                         |
| 1958/59 | Боб Бузер (2)           |                         | Университет штата Канзас                 | Тяжёлый форвард / Лёгкий форвард                             | Четвёртый               |                         |
| 1960-67 | Победитель не выбирался | Победитель не выбирался | Победитель не выбирался                  | Победитель не выбирался                                      | Победитель не выбирался | Победитель не выбирался |
| 1967/68 | Дональд Смит            |                         | Университет штата Айова                  | Центровой / Тяжёлый форвард                                  | Четвёртый               | [ 2 ]                   |
| 1968/69 | Клифф Мили              |                         | Колорадский университет в Боулдере       | Тяжёлый форвард / Центровой                                  | Второй                  |                         |
| 1969/70 | Дэйв Робиш              |                         | Канзасский университет                   | Центровой / Тяжёлый форвард                                  | Третий                  |                         |
| 1970/71 | Клифф Мили (2)          |                         | Колорадский университет в Боулдере       | Тяжёлый форвард / Центровой                                  | Четвёртый               |                         |
| 1970/71 | Дэйв Робиш (2)          |                         | Канзасский университет                   | Центровой / Тяжёлый форвард                                  | Четвёртый               |                         |
| 1971/72 | Бад Столлуорт           |                         | Канзасский университет                   | Лёгкий форвард / Атакующий защитник                          | Четвёртый               | [ 3 ]                   |
| 1972/73 | Лон Крюгер              |                         | Университет штата Канзас                 | Разыгрывающий защитник / Атакующий защитник                  | Третий                  |                         |
| 1973/74 | Лон Крюгер (2)          |                         | Университет штата Канзас                 | Разыгрывающий защитник / Атакующий защитник                  | Четвёртый               |                         |
| 1974/75 | Элван Адамс             |                         | Университет Оклахомы                     | Центровой / Тяжёлый форвард                                  | Третий                  | [ 4 ]                   |
| 1975/76 | Вилли Смит              |                         | Миссурийский университет                 | Разыгрывающий защитник / Атакующий защитник                  | Четвёртый               | [ 5 ]                   |
| 1976/77 | Ким Андерсон            |                         | Миссурийский университет                 | Лёгкий форвард                                               | Четвёртый               | [ 6 ]                   |
| 1976/77 | Майк Эванс              |                         | Университет штата Канзас                 | Разыгрывающий защитник / Атакующий защитник                  | Третий                  |                         |
| 1977/78 | Майк Эванс (2)          |                         | Университет штата Канзас                 | Разыгрывающий защитник / Атакующий защитник                  | Четвёртый               |                         |
| 1978/79 | Джон Маккаллох          |                         | Университет Оклахомы                     | Атакующий защитник / Лёгкий форвард / Разыгрывающий защитник | Четвёртый               | [ 7 ]                   |
| 1979/80 | Роландо Блэкмен         |                         | Университет штата Канзас                 | Атакующий защитник                                           | Третий                  |                         |
| 1980/81 | Андре Смит              |                         | Университет Небраски в Линкольне         | Центровой                                                    | Четвёртый               | [ 8 ]                   |
| 1981/82 | Рики Фрейзер            |                         | Миссурийский университет                 | Лёгкий форвард                                               | Четвёртый               | [ 9 ]                   |
| 1982/83 | Стив Стипанович         |                         | Миссурийский университет                 | Центровой                                                    | Четвёртый               | [ 10 ]                  |
| 1982/83 | Уэймен Тисдейл          |                         | Университет Оклахомы                     | Тяжёлый форвард                                              | Первый                  | [ 11 ]                  |
| 1983/84 | Уэймен Тисдейл (2)      |                         | Университет Оклахомы                     | Тяжёлый форвард                                              | Второй                  | [ 11 ]                  |
| 1984/85 | Уэймен Тисдейл (3)      |                         | Университет Оклахомы                     | Тяжёлый форвард                                              | Третий                  | [ 11 ]                  |
| 1985/86 | Дэнни Мэннинг           |                         | Канзасский университет                   | Тяжёлый форвард                                              | Второй                  | [ 12 ]                  |
| 1986/87 | Дэнни Мэннинг (2)       |                         | Канзасский университет                   | Тяжёлый форвард                                              | Третий                  | [ 12 ]                  |
| 1987/88 | Дэнни Мэннинг* (3)      |                         | Канзасский университет                   | Тяжёлый форвард                                              | Четвёртый               | [ 12 ]                  |
| 1988/89 | Стэйси Кинг             |                         | Университет Оклахомы                     | Центровой / Тяжёлый форвард                                  | Четвёртый               |                         |
| 1989/90 | Дуг Смит                |                         | Миссурийский университет                 | Тяжёлый форвард                                              | Третий                  | [ 13 ]                  |
| 1990/91 | Байрон Хьюстон          |                         | Университет штата Оклахома в Стиллуотере | Лёгкий форвард / Атакующий защитник / Тяжёлый форвард        | Третий                  |                         |
| 1990/91 | Дуг Смит (2)            |                         | Миссурийский университет                 | Тяжёлый форвард                                              | Четвёртый               | [ 13 ]                  |
| 1991/92 | Энтони Пилер            |                         | Миссурийский университет                 | Атакующий защитник                                           | Четвёртый               | [ 14 ]                  |
| 1992/93 | Брайант Ривз            |                         | Университет штата Оклахома в Стиллуотере | Центровой                                                    | Второй                  |                         |
| 1993/94 | Мелвин Букер            |                         | Миссурийский университет                 | Разыгрывающий защитник                                       | Четвёртый               | [ 15 ]                  |
| 1994/95 | Райан Майнор            |                         | Университет Оклахомы                     | Лёгкий форвард / Тяжёлый форвард                             | Третий                  |                         |
| 1994/95 | Брайант Ривз (2)        |                         | Университет штата Оклахома в Стиллуотере | Центровой                                                    | Четвёртый               |                         |
| 1995/96 | Жак Вон                 |                         | Канзасский университет                   | Разыгрывающий защитник                                       | Третий                  | [ 16 ]                  |